# Plocaederus
Xén tóc hại thân xoài hay còn gọi là bù xòe (Danh pháp khoa học: Plocaederus) là một chi bọ cánh cứng thuộc họ xén tóc Cerambycidae. Nhiều loài trong số chi này là đối tượng gây hại ở cây xoài. 

## Các loài
Chi này có các loài sau
- Plocaederus barauna Martins & Monné, 2002
- Plocaederus bipartitus (Buquet, 1860)
- Plocaederus confusus Martins & Monné, 2002
- Plocaederus dozieri Martins & Galileo, 2010
- Plocaederus fasciatus (Martins & Monné, 1975)
- Plocaederus fragosoi Martins & Monné, 2002
- Plocaederus fraterculus (Martins, 1979)
- Plocaederus glaberrimus (Martins, 1979)
- Plocaederus glabricollis (Bates, 1870)
- Plocaederus inconstans (Gounelle, 1913)
- Plocaederus mirim Martins & Monné, 2002
- Plocaederus pactor (Lameere, 1885)
- Plocaederus pisinnus (Martins & Monné, 1975)
- Plocaederus plicatus (Olivier, 1790)
- Plocaederus rugosus (Olivier, 1795)
- Plocaederus rusticus (Gounelle, 1909)
- Plocaederus yucatecus (Chemsak & Noguera, 1997)

## Gây hại
Những loại xén tóc này đục trên thân chính hoặc nhánh lớn thường làm chết nhánh hoặc suy yếu cả cây. Trưởng thành có thân mình cứng, màu nâu sậm, dài khoảng 30-35mm. Chân và râu màu nâu đỏ, râu cứng và dài hơn cơ thể. Con cái đẻ trứng vào các vết nứt của cây hoặc ngay cháng cây. Ấu trùng màu trắng, dài khoảng 50-60mm, đầu rất nhỏ so với mình. Khi nở ra, ấu trùng chui qua vỏ vào trong đục thành đường hầm trong thân cây và cành cây, ăn phá ở đó.
Giai đoạn ấu trùng kéo dài sức phá hại của chúng rất lớn. Ấu trùng đủ lớn chui ra làm nhộng ngay ở dưới vỏ cây. Nhộng được bao bọc bởi một kén trắng to, có cấu tạo bằng calcium rất cứng. Trong một cây có thể có nhiều con gây hại cùng một lúc. Loài này thường tấn công cây lớn khoảng 10 năm tuổi. Rất khó để phát hiện triệu chứng gây hại vì loài này trong quá trình ăn không thải phân ra ngoài, thường chỉ phát hiện khi ấu trùng đã vũ hóa và qua sự hiện diện của các lỗ đục.